# Écomusée de la baie du mont Saint-Michel
L'écomusée de la baie du mont Saint-Michel (ouvert en 2001 sous le nom de Maison de la Baie - Relais de Vains), implanté à Vains dans le hameau de Saint-Léonard, dans le département de la Manche, en Normandie, est consacré à la formation et la vie de la baie du Mont-Saint-Michel.

## Présentation
L'écomusée est abrité dans une ancienne longère, ferme traditionnelle de la baie du Mont-Saint-Michel, au bord du littoral. C’est un centre d’interprétation sur la formation et l'évolution, la faune, la flore et les activités, passées et présentes, des hommes dans la baie du mont Saint-Michel.
L'écomusée de la baie de Vains est une propriété du Conservatoire du littoral aménagée, gérée et animée par le conseil départemental de la Manche dans le cadre du réseau départemental des sites et musées de la Manche.
Ouvert en 2001, sous le nom de Maison de la Baie, l'écomusée de la baie de Vains présente une exposition permanente intitulée « Formation et vie de la baie ». Il permet de découvrir les spécificités d’un milieu marin et estuarien soumis au cycle des marées, à travers sa faune, sa flore et les activités des hommes dans ce milieu. En avril 2011, un volet dédié à la naissance et à la formation de la baie vient compléter l'exposition permanente.
Le premier espace est consacré à l’écosystème de la baie. Une grande fresque de plus de trente mètres retrace l'évolution de la baie du mont Saint-Michel au fil des saisons et permet de suivre la vie de plusieurs animaux mois par mois.
Un autre espace met en valeur deux activités humaines d’importance majeure dans cet écosystème :
- la pêche à pied et ses différentes techniques : pêche à la crevette en rivière avec une bichette ou en baie avec des filets dormants, pêche au saumon avec des filets pour barrer la rivière…
- la fabrication du sel ignifère, disparue au milieu du XIXe siècle. Un atelier de saunier reconstitué permet de comprendre cette technique, utilisée dans un pays où l’ensoleillement ne permettait pas d’implanter des marais salants.

Les différents espaces sont agrémentés de films, de maquettes et de bornes interactives qui les rendent accessibles à tous les publics.
De nombreuses animations se tiennent chaque année : tous les mercredis de vacances scolaires (sauf celles de Noël), l'écomusée propose des ateliers de production de sel et fait revivre sa saline. Des découvertes des prés-salés sont également proposés.
À la sortie, une vue sur les prés salés, Tombelaine et le mont Saint-Michel s’offre au visiteur.
L'écomusée de la baie de Vains est aussi un point de départ de randonnées vers le Grouin du sud (voir pointe du Grouin) et le village de Saint-Léonard avec son prieuré.

## Bâtiments
Le site de l'écomusée était anciennement une ferme (ferme du Routout). Les plus anciens bâtiments datent de la fin du XVIe siècle.

## Sources
Direction du patrimoine et des musées, « Écomusée de la Baie du Mont Saint-Michel », sur manche.fr (consulté le 10 août 2021)